# Джованні Бассано
Джованні Бассано (італ. Giovanni Bassano) (також Бассан, Бассані (італ. Bassan, Bassani) (бл. 1558 – 16 серпня 1617, Венеція) — італійський композитор пізнього Відродження та раннього бароко, представник Венеціанської школи, корнетист, керівник та одна з ключових фігур у розвитку духової секції музичної капели Базиліки Сан Марко у Венеції. Написав книгу про сучасне виконання з дуже детальним описом гри та орнаментики, яка є надзвичайно важливим документом для розуміння тогочасної виконавської практики.

## Біографія
Нічого не відомо про час, місце народження та походження Джованні Бассано до його появи як молодого вісімнадцятирічного музиканта у Соборі Сан Марко певно у 1576 році; також нічого не відомо про його освіту. У Венеції він швидко здобув репутацію одного з найкращих музикантів, що працювали у місті. 
Перша нестеменна дата щодо нього пов'язана зі збіркою Фантазій на три голоси (Fantasie a tre voci), що з'явилася у 1585 році; це була його перша публікація, у якій він називався музикантом Найяснішої сіньйорії Венеції (musico dell'Illustrissima Signoria di Venezia, що лише загалом вказує на певну офіційність його діяльності у Венеціанській республіці; У цьому ж році він опублікував книгу Ricercate, passagi et cadentie, у якій детально описував транскрипцію орнаментації вокальних партій для інструментального виконання. 
У збірці 1598 року Бассано зветься музичним керівником семінарії Сан Марко («maestro di musica del Seminario di San Marco»). Ця інституція була заснована за декілька десятиріч до того під назвою Григоріанська семінарія (Seminario gregoriano), і була додатковою школою сакральної музики при музичній капелі Сан Марко, однак розташованою поза базилікою. Першим її керівником був Бальдассаре Донато, а його заступником Джованні Кроче. Після смерті Джозеффо Царліно Донато став капельмейстером Сан Марко, а Кроче лишився виконувати обов'язки музичного керівника семінарії, хоча сам Донато офіційно був звільнений з посади у 1596 році. Тим часом, у листопаді 1595 року, на допомогу Кроче у навчанні семінарських дітей був призначений Бассано, названий як «sier Zuanne Bassan cantor»; це призначення підтверджує, хоча з запізненням, непевну вказівку 1585 року на зайняття ним посади maestro di musica у музичній школі Сан Марко. 
Беручи до уваги успіхи у навчанні хлопчиків, що були залучені до святкування Різдва 1595 року, декретом від 16 березня1596 року Бассано був затверджений як маестро співу (maestro di canto) у семінарії, з річним жалуванням у 50 дукатів. 
16 грудня 1601 року декретом прокураторів Сан марко, його було призначено на посаду голови "concerti delli organi", тобто інструментальної секції, на заміщення померлого Джіроламо Далла Кази. Бассано був обраний на чотири роки з підтвердженням через кожні 4 роки, з річним жалуванням у 70 дукатів. Відомо що він також паралельно працював інструменталістом, хоча речення з декрету, що з нього виводять таку інформацію, може бути витлумачене у тому сенсі, що йому було припинено виплачування жалування як інструменталістові, тож можна припустити, що він міг припинити таку діяльність.
Бассано перебував на посаді керівника інструментального ансамблю базиліки Сан Марко, до смерті, що настала 16 серпня 1617 року. Ця дата не була зафіксована, і виводиться з того факту, що обидві зайняті ним посади стали вакантними одночасно.

## Музика
Бассано був вельми впливовою особою в утвердженні музики Андреа та Джованні Ґабріелі, як виконавець та як диригент. Дуже можливо, що Джованні Ґабріелі писав для Бассано свої ретельно опрацьовані партії для корнета. 
Окрім музичного керівництва у Сан Марко, Бассано виконував й інші обов'язки у Венеції; диригував різними групами piffari (дударів, музикантів, що грали на духових інструментах, до яких входили волинки, блокфлейти, тромбони та інші інструменти, що використовувалися у інших церквах (як Сан Рокко) або на зовнішніх святах.
Бассано був також композитором і писав мотети та concerti ecclesiastici (церковні концерти) у поліхоральному венеціанському стилі; мадригали, канцонети та різну іншу інструментальну музику. Його канцонети мали відомість також поза Італією: Томас Морлі надрукував у Лондоні у 1597 році переклад однієї з них англійською.
У деяких інструментальних творах Бассано мистецьки використовується контрапункт, що не міг бути продемонстрованим у його гомофонних церемоніальних композиціях. Його фантазії та ричеркари густо імітаційні, містять в собі ретроградні пермутації та інверсії — рідкість у контрапункті до XX століття. 
Схожість мотетів Басано з першими працями Генріха Шютца, що навчався у Венеції у Ґабріелі, дає підставу допускати, що вони були знайомі;достеменно, що Шютц знав музику Бассано. У будь-якому разі, Шютц переніс до Німеччини венеціанський стиль та продовжував розвивати його протягом своєї композиторської кар'єри.

## Твори
- Fantasie a tre voci porta l'indicazione Per cantar et sonar con ogni sorte d'instrumenti  (Фантазії на три голоси містить вказівку для співання та грання на різного роду інструментах), Венеція, 1985 - складається з композицій без текстів, припускається, що вони могли використовуватися як вправи для сольфеджіо
- Il fiore de Capricci musicali a quatro voci per sonar con ogni sorte di stromenti (Квітка музичних капрічо на чотири голоси для грання на різного роду інструментах), Венеція - у тому ж стилі, що й попереднья збірка; один з перших випадків появи назви капріччо
- Ricercate, passaggi et cadentie..., Венеція 1585, сучасне видання Richard Erig, Zürich, Musikverlag zum Pelikan, 1976
- Motetti, Madrigali et Canzoni francese [sic], di diversi eccell. autori a 4, 5 et 6 voci. Diminuiti per sonar con ogni sorte di stromenti et anco per cantar con semplici voce  (Мотети, Мадригали та Французькі канцони тож різних видатних авторів на 4, 5 та 6 голосів. Прикрашені для грання на різного роду інструментах а також для співання простими голосами), Венеція 1591 – єдиний екземпляр (поруйнований під час другої світової війни знаходиться у Берлінскій Bibliothek des Gymnasiurn zum grauen Kloster; складається з віртуозних ретельно орнаментованих композицій властивих періоду переходу до бароко; містить в собі вільні переробкі творів таких композиторів як  Джованні П'єрлуїджі да Палестріна, Орландо ді Лассо, Андреа Ґабріелі, Клаудіо Меруло, Лука Маренціо, Якоб Клемент та інші
- Canzonette a quattro voci (Канцонети на чотири голоси), Венеція 1587
- Motetti per Concerti ecclesiastici. A 5.6.7.8. & 12 voci (Мотети для Церковних концертів на 5, 6, 7, 8 та 12 голосів), Венеція 1598
- Concerti ecclesiastici: a cinque, sei, sette, otto, & dodeci voci (Церковні концерти: на п'ять, шість, сім, вісім та дванадцять голосів), Венеція 1599. Сучасне видання: Richard Charteris 	CMM 101-2 American Institute of Musicology 2003
- Madrigale e Canzonette concertate per potersi... Libro primo, Венеція 1602

Декілька композицій Бассано збереглися у різних збірках.

## Бассанелло
Бассано приписується винахід одного духового інструмента (зі здвоєним, дерев'яним мундштуком, типу фагота. На честь гаданого винахідника він отримав назву бассанелло (італ. bassanello).

## Зовнішні посилання
- Ричеркар XI Бассано - YouTube
- Фантазія Fantasie No. 3, Tre Fontane (Три фонтани) - YouTube
- Вільні ноти авторства Джованні Бассано на сайті International Music Score Library Project (IMSLP)